# I Wish It Would Rain Down
"I Wish It Would Rain Down" is een nummer van de Britse muzikant Phil Collins. Het nummer verscheen op zijn album ...But Seriously uit november 1989. Op 8 januari 1990 werd het nummer uitgebracht als de tweede single van het album.

## Achtergrond
"I Wish It Would Rain Down" is geschreven door Collins zelf en is een van zijn meest emotionele nummers. Volgens hem is dit nummer het dichtste dat hij ooit bij het schrijven van een bluesnummer is gekomen. De gitaar op het nummer wordt gespeeld door Eric Clapton, waar Collins over vertelde: "Ik zei, 'Eric, heb ik jou nooit gevraagd om te spelen? Kom op, ik heb een nummer dat precies in jouw straatje past.'" Het nummer bevat ook een gospelkoor.
"I Wish It Would Rain Down" werd begin 1990 wereldwijd een grote hit. De single piekte op de 3e positie in de Verenigde Staten en werd een nummer 1-hit in Canada, waar het tevens de best verkochte single van het jaar was. In Collins' thuisland het Verenigd Koninkrijk bereikte de single de 7e positie in de UK Singles Chart.
In Nederland werd de plaat veel gedraaid op de landelijke radiozenders en werd een enorme hit in de destijds twee hitlijsten. De plaat bereikte de 3e positie in de Nederlandse Top 40 en de 4e positie in de Nationale Top 100.
In België bereikte de plaat de 3e positie in de voorloper van de Vlaamse Ultratop 50 en de 4e positie in de Vlaamse Radio 2 Top 30. In Wallonië werd géén notering behaald.

## Videoclip
De videoclip van "I Wish It Would Rain Down" is gefilmd in zwart-wit, geproduceerd door Paul Flattery en geregisseerd door James Yukich. Voorafgaand aan de muziek bevat de clip tweeënhalve minuut aan acteerwerk. De clip speelt zich af in een theater in de jaren '30 van de twintigste eeuw. Acteur Jeffrey Tambor is een overkritische theaterregisseur die een repetitie uitvoert met een paar danseressen die dansen op de gitaarriff van "Sunshine of Your Love" van Cream, waar Clapton gitaar speelde. De regisseur klaagt dat de danseressen niet kunnen dansen en ontdekt daarna dat de ster van het toneelstuk een blindedarmontsteking heeft. Clapton zegt vervolgens dat Billy (gespeeld door Collins) de drummer in een band was en dat hij zanger werd toen de oorspronkelijke zanger stopte - Collins was inderdaad drummer van de band Genesis en werd de leadzanger nadat Peter Gabriel in 1975 de groep verliet. Andere leden uit de band van Collins komen ook voor in de clip, waaronder de conciërge Chester (Chester Thompson), die achter het drumstel moet zitten terwijl Collins zingt, en bassist Leland Sklar.
De regisseur vraagt Collins vervolgens om te spelen met de andere hoofdrolspeler van het toneelstuk, maar vindt dat hij "vreselijk" is, waarop Collins verklaart, "Ik heb nooit gezegd dat ik kan acteren, hij [Clapton] zei dat ik kon zingen", waarop de regisseur aan de band het verzoek indient om het nummer te starten. Terwijl Collins zingt, fantaseert zijn karakter dat hij een beroemde acteur, zanger en filmster wordt. Zijn naam wordt genoemd op nagemaakte covers van tijdschriften, zijn gezicht is ingevoegd op fragmenten uit bekende films en televisieprogramma's en hij ontvangt een Academy Award. Tijdens zijn fantasie is de bladmuziek van dit nummer en de daaropvolgende Collins-single "Something Happened on the Way to Heaven" te zien. Nadat de muziek is gestopt, besluit de regisseur om het nummer uit het toneelstuk te schrappen, omdat hij vond dat het niet beter was dan de danseressen. Hij zegt vervolgens dat "die jongen op de gitaar (Clapton) erg goed" is, maar zijn assistent informeert hem dat hij ontslag heeft genomen.
In Nederland werd de videoclip destijds op televisie uitgezonden op Nederland 2 door Veronica in de tv-versie van de Nederlandse Top 40 en het popprogramma Countdown en door de TROS in het popprogramma TROS Popformule met TROS Radio 3 dj Peter Teekamp.

## Hitnoteringen

### Nederlandse Top 40
| Hitnotering: 27-01-1990 t/m 07-04-1990 | Hitnotering: 27-01-1990 t/m 07-04-1990 | Hitnotering: 27-01-1990 t/m 07-04-1990 | Hitnotering: 27-01-1990 t/m 07-04-1990 | Hitnotering: 27-01-1990 t/m 07-04-1990 | Hitnotering: 27-01-1990 t/m 07-04-1990 | Hitnotering: 27-01-1990 t/m 07-04-1990 | Hitnotering: 27-01-1990 t/m 07-04-1990 | Hitnotering: 27-01-1990 t/m 07-04-1990 | Hitnotering: 27-01-1990 t/m 07-04-1990 | Hitnotering: 27-01-1990 t/m 07-04-1990 | Hitnotering: 27-01-1990 t/m 07-04-1990 | Hitnotering: 27-01-1990 t/m 07-04-1990 |
| Week                                   | 1                                      | 2                                      | 3                                      | 4                                      | 5                                      | 6                                      | 7                                      | 8                                      | 9                                      | 10                                     | 11                                     |                                        |
| -------------------------------------- | -------------------------------------- | -------------------------------------- | -------------------------------------- | -------------------------------------- | -------------------------------------- | -------------------------------------- | -------------------------------------- | -------------------------------------- | -------------------------------------- | -------------------------------------- | -------------------------------------- | -------------------------------------- |
| Positie                                | 26                                     | 12                                     | 8                                      | 6                                      | 3                                      | 4                                      | 5                                      | 9                                      | 12                                     | 23                                     | 39                                     | uit                                    |

### Nationale Top 100
| Hitnotering: 27-01-1990 t/m 28-04-1990 | Hitnotering: 27-01-1990 t/m 28-04-1990 | Hitnotering: 27-01-1990 t/m 28-04-1990 | Hitnotering: 27-01-1990 t/m 28-04-1990 | Hitnotering: 27-01-1990 t/m 28-04-1990 | Hitnotering: 27-01-1990 t/m 28-04-1990 | Hitnotering: 27-01-1990 t/m 28-04-1990 | Hitnotering: 27-01-1990 t/m 28-04-1990 | Hitnotering: 27-01-1990 t/m 28-04-1990 | Hitnotering: 27-01-1990 t/m 28-04-1990 | Hitnotering: 27-01-1990 t/m 28-04-1990 | Hitnotering: 27-01-1990 t/m 28-04-1990 | Hitnotering: 27-01-1990 t/m 28-04-1990 | Hitnotering: 27-01-1990 t/m 28-04-1990 | Hitnotering: 27-01-1990 t/m 28-04-1990 | Hitnotering: 27-01-1990 t/m 28-04-1990 |
| Week                                   | 1                                      | 2                                      | 3                                      | 4                                      | 5                                      | 6                                      | 7                                      | 8                                      | 9                                      | 10                                     | 11                                     | 12                                     | 13                                     | 14                                     |                                        |
| -------------------------------------- | -------------------------------------- | -------------------------------------- | -------------------------------------- | -------------------------------------- | -------------------------------------- | -------------------------------------- | -------------------------------------- | -------------------------------------- | -------------------------------------- | -------------------------------------- | -------------------------------------- | -------------------------------------- | -------------------------------------- | -------------------------------------- | -------------------------------------- |
| Positie                                | 40                                     | 21                                     | 11                                     | 9                                      | 4                                      | 4                                      | 5                                      | 6                                      | 7                                      | 17                                     | 24                                     | 36                                     | 62                                     | 85                                     | uit                                    |

### NPO Radio 2 Top 2000
| Nummer met noteringen in de NPO Radio 2 Top 2000 | '05  | '06 | '07  | '08  | '09 | '10  | '11 | '12  | '13 | '14  | '15  | '16  | '17  | '18 | '19  | '20  | '21  | '22  | '23  | '24  |
| ------------------------------------------------ | ---- | --- | ---- | ---- | --- | ---- | --- | ---- | --- | ---- | ---- | ---- | ---- | --- | ---- | ---- | ---- | ---- | ---- | ---- |
| I Wish It Would Rain Down                        | 1289 | 918 | 1048 | 1494 | 972 | 1026 | 974 | 1115 | 984 | 1050 | 1095 | 1066 | 1129 | 964 | 1109 | 1080 | 1162 | 1156 | 1328 | 1131 |

1. ↑  Een vetgedrukt getal geeft de hoogste notering aan.
2. ↑  2005 was het eerste jaar met een notering voor dit nummer.